# Psilocurus reinhardi
Psilocurus reinhardi là một loài ruồi trong họ Asilidae. Psilocurus reinhardi được Bromley miêu tả năm 1951. Loài này phân bố ở vùng Tân Bắc giới.